# Bodlák

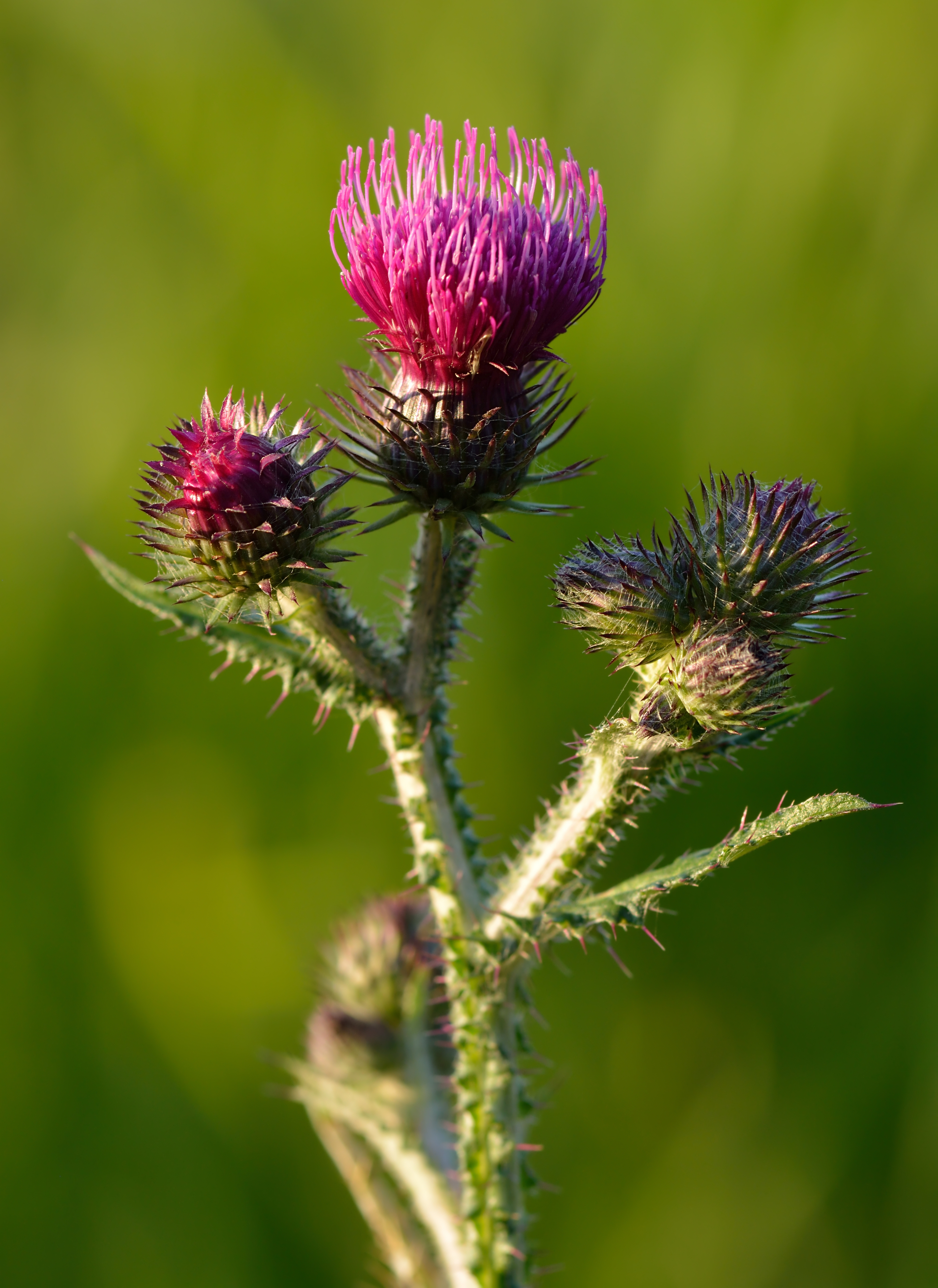
Carduus crispus

Bodlák (Carduus) je rod více nebo méně ostnatých rostlin s lodyhou vysokou 50 až 200 cm, nejčastěji kvete červeno fialovými květy. V čeledi hvězdnicovitých je řazen do podčeledě Carduoideae.

## Rozšíření
Původ bodláku je v Evropě a v mírném a částečně i subtropickém pásu Asie až po Mongolsko, Čínu a Dálný východ a ve středomořské oblasti Afriky. Odtud se rozšířil do Severní a Jižní Ameriky, Austrálie i na Nový Zéland, kde je považován za invazní rostlinu. Preferuje lehké hlinitopísčité půdy s dostupnou vláhou a dostatkem dusíků, roste na slunném i stinném stanovišti. Nejčastěji vyrůstá na zanedbaných loukách, pasekách, okrajích cest, lužních lesů, příkopů a na březích vodních toků a jezer.
V České republice se vyskytuje poměrně často od nížin až po pahorkatiny, je zde považován za plevelnou rostlinu, ne však za invazivní.

## Popis
Je to rostlina jednoletá nebo dvouletá, zřídka trvalka, vysoká od 30 do 200 cm, za příhodných podmínek i více. Lodyha vyrůstající z dlouhého kořene je vzpřímená, rýhovaná, pavučinatě chlupatá nebo ostnitě křídlatá, ve vrcholové části rozvětvená. Listy jsou dvou druhů, jedny tvoří listovou růžici a druhé ve spirále obrůstají lodyhu. Listy v růžici mají řapíky, listy na lodyze jsou přisedlé. Jejich čepele jsou eliptické až podlouhlé, vejčité, peřenolaločné až peřenosečné, jednou nebo dvakrát zpeřené. Jsou šedě plstnaté nebo lysé. Laločné úkrojky listů jsou ostnatě zubaté, vrcholové listy lodyh bývají celistvé s ostnatými zuby na okraji.
Vejčité nebo kulovité květní úbory na krátkých stopkách vyrůstají ve shlucích po 2 až 20 na konci lodyhy nebo větví a mají 10 až 15 mm v průměru. Jejich víceřadý zákrov je široce vejčitý, vnější listeny bývají zakončeny hrotem, buď přímým nebo na konci zahnutým. Trubkovité květy vyrůstající z květního lůžka jsou oboupohlavné. Lysá koruna má pět tmavě červených až fialových, vzácně růžových až bílých cípů, zvonkovité korunní trubky jsou dlouhé se štíhlým hrdlem. Bodlák kvete v červnu až červenci, jeho květy opyluje létající hmyz.
Plodem jsou vejčité, slabě zploštělé, lysé, hladké nebo žebrované nažky. Nažky nemají chmýr, jsou to jen jednoduché, zoubkované, drsné chlupy srostlé dole do kroužku; jeden z vizuálních znaků rodu bodlák odlišující ho od podobného rodu pcháč.

## Taxonomie
Rod bodlák je rozsáhlý, navíc zde dochází k častému mezidruhovému křížení. Celosvětově je uznáváno okolo 90 druhů.
V České republice se vyskytují tyto čtyři druhy:
- Bodlák kadeřavý (Carduus crispus) L.
- Bodlák lopuchovitý (Carduus personata) (L.) Jacq.
- Bodlák nicí (Carduus nutans) L.
- Bodlák obecný (Carduus acanthoides) L.[5][6]